# Carl P. Herslow
Carl Christian Peter Herslow, född 14 november 1943 på Lindholmens gård i Svedala socken, är en svensk politiker i Malmö samt grundare av och partiledare för Skånepartiet. 
Herslow föddes i Skåne. Efter studier i kemi vid Chalmers tekniska högskola och juridik vid Lunds universitet utexaminerades han som civilekonom 1968. 
År 1969 anställdes han vid Trelleborgs gummifabrik för att 1971 utnämnas till ekonomichef på företagets dotterbolag utanför Groningen i Nederländerna, där han arbetade till 1975. År 1977 återvände han till Sverige och tillsammans med Åke Sundström i Genarp startade han Skånerörelsen samma år. Skånerörelsen ombildades 1979 till Skånepartiet.